# カスマプゲ
「カスマプゲ」（朝: 가슴아프게）は、大韓民国の歌手南珍の楽曲。1967年発売。日本では李成愛の歌唱で知られる。作詞：鄭斗守、作曲：朴椿石、編曲：ボク・キホ

## 解説
「カスム（朝: 가슴）」は朝鮮語で「胸」や「心」、「アプゲ（아프게）」は「アプダ」の活用形で「痛く、苦しく」などの意味である。
1967年に韓国歌謡の黄金作詞作曲家コンビである鄭斗守と朴椿石によって制作され、ポップス系からトロットに転向した南珍の歌唱で、同名の主演映画も製作されるほど大ヒットする。
南珍はこの曲で1969年度のTBC放送歌謡大賞を受賞した。
1976年、美川憲一が星野哲郎訳詞による日本語カバーを発売。
1977年、日本に進出した韓国の女性ポピュラー歌手李成愛が、申東運の訳詞（サビと二番の歌詞が朝鮮語で歌われる）でカバーし、大ヒットを記録する（USEN年間ランキング15位）。以降、韓国歌謡が日本に紹介されるきっかけとなった。

## 映画
1967年公開。監督：パク・サンホ、主演：南珍、ムン・ヒ。

## 李成愛バージョン
韓国の女性歌手・李成愛の日本でのデビュー・シングル。1977年4月5日に発売された。韓国の曲として日本で最初にヒットした。

### 収録曲
- 両楽曲共に、訳詞：申東運、編曲：竜崎孝路

1. カスマプゲ（4分43秒）
作曲：朴椿石
2. 黄色いシャツ（3分36秒）
作曲：孫夕友

## 美川憲一バージョン
「カスマプゲ（胸がせつない）」（カスマプゲ・むねがせつない）は、1976年1月25日に発売された、美川憲一の36枚目のシングル。

### 収録曲
1. カスマプゲ（胸がせつない）（4分6秒）
訳詞：星野哲郎、作曲：朴椿石、編曲：小山恭弘
2. 愛に死なれて（3分24秒）
作詞：秋津健、作曲：中川博之、編曲：小杉仁三